# کریس فرستون
کریس فرستون (انگلیسی: Chris Freestone؛ زادهٔ ۴ سپتامبر ۱۹۷۱) بازیکن فوتبال اهل بریتانیا است.
از باشگاه‌هایی که در آن بازی کرده‌است می‌توان به باشگاه فوتبال هارتل پول یونایتد، باشگاه فوتبال چلتنهام تاون، باشگاه فوتبال دانداک، باشگاه فوتبال کارلایل یونایتد، باشگاه فوتبال میدلزبرو، باشگاه فوتبال لیک تاون، باشگاه فوتبال فارست گرین راورز، باشگاه فوتبال نورث‌همپتون تاون، و باشگاه فوتبال شروزبری تاون اشاره کرد.